# Cloris (mitología)

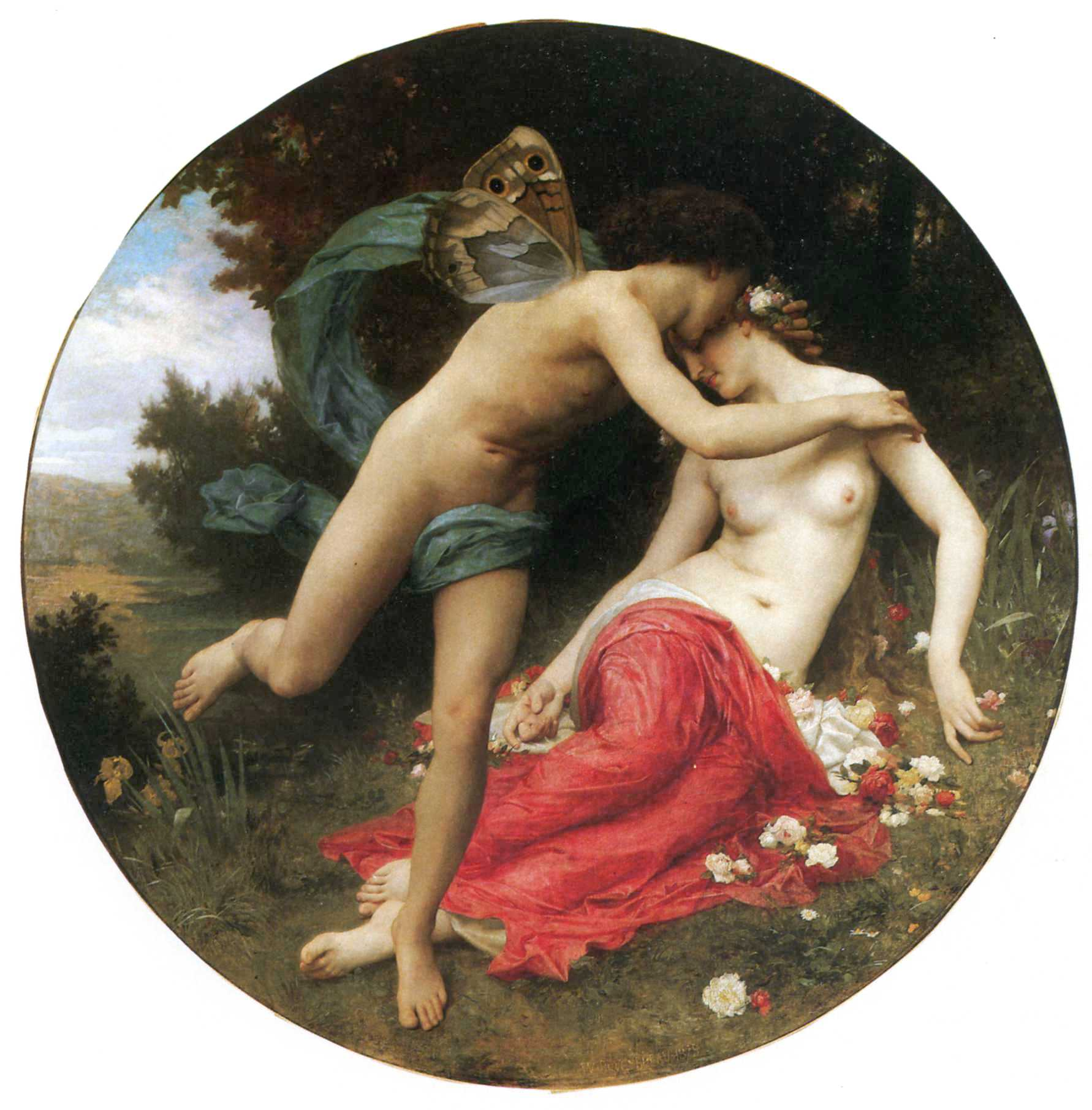
Cloris y Céfiro, pintura de William-Adolphe Bouguereau.

En la mitología griega Cloris (en griego Χλωρίς) es el nombre de varios personajes, que a veces se confunden.
- La diosa griega de los jardines, adaptada de la mitología latina como Flora. Se dice que Bóreas y su hermano Céfiro compitieron por sus amores. Cloris fue secuestrada por la divinidad de los vientos, Céfiro, quien la tomó por esposa. Céfiro le entregó el imperio de las flores. Junto con Céfiro tuvo dos hijos: ella fue la madre de la primavera y de Carpo, el dios de las frutas. Cloris se mantenía eternamente joven. En su honor se celebraban fiestas, en las calles, en las cuales las mujeres jóvenes cantaban y bailaban. Fue muy popular en una época. Cloris ayudó a Hera (diosa del matrimonio) a escapar del Olimpo y la albergó en uno de sus templos. Cuando Cloris le pidió a Hera que recogiera la flor más hermosa de su jardín, y Hera la tomó entre sus manos, la florecilla se transformó en Ares, el dios de la guerra.[1][2]
- Otra Cloris era conocida por ser la esposa del rey Neleo de Pilos.[3]
- Una de las Nióbides, también llamada Melibea.[4]
- Una hija del epónimo Orcómeno. Se desposó con el adivino Ámpico, hijo de Élato, y de aquí nació Mopso, célebre por ser otro adivino, en la expedición de los argonautas.[5][6] Otras fuentes la denominan como Aregónide,[7] e incluso dicen que engendró a Mopso en su unión con Zeus.[8]